# Традиционная поп-музыка
Традицио́нная поп-му́зыка (англ. traditional pop), или классическая поп-музыка (англ. classic pop) — в современной англоязычной терминологии американская/англоязычная популярная музыка в стиле, бывшем стандартным до его вытеснения рок-н-роллом в середине 1950-х годов. Исполняемые песни (главным образом из «великого американского песенника») называются «поп-стандарты» (англ. pop standards) — по аналогии с джазовыми стандартами.
Музыкальный сайт AllMusic предпочитает более узкое определение, при котором «традиционный поп» означает американскую популярную музыку достаточно короткого отрезка между закатом эры биг-бендов (приблизительно 1946 год) и началом эры рок-н-ролла (в середине 1950-х). При таком определении из понятия выпадает музыка 1930-х и начала 1940-х годов, когда в американских хит-парадах царил Бинг Кросби.
Песни в стиле традиционного попа исполнялись сольным вокалистом, именуемым крунером, в сопровождении оркестра или небольшого эстрадного ансамбля. Писались они профессиональными авторами. Как пишет AllMusic, в этом песенном стиле главное — песня. Хоть вокалист и является фокусом внимания, его задача — прежде всего донести до слушателя песню, а не импровизировать. То есть вокальной импровизации, как во времена джаза, нет.
К числу наиболее ярких исполнителей американской поп-музыки классической эры относятся  Бинг Кросби, Фрэнк Синатра, Перри Комо, Дин Мартин, Нэт Кинг Коул, Тони Беннетт, Сэмми Дэвис, Пегги Ли. Их эстафету подхватили появившиеся на сцене уже в эпоху рок-н-ролла Энди Уильямс, Джонни Мэтис, Пол Анка, Бобби Винтон. Многие популярные в 1970-е годы певцы — Барбра Стрейзанд, Барри Манилоу, Род Стюарт — к началу 2000-х переключились на исполнение поп-стандартов. Из представителей более молодого поколения «лицом» традиционной поп-музыки в начале XXI века выступал канадец Майкл Бубле. 
Как исполнителей в стиле традиционного попа классифицируют не только певцов, но и дирижёров аккомпанировавших им оркестров и аранжировщиков. Кроме того, традиционным попом могут называть и инструментальную музыку того же периода.

## Премии
Термин traditional pop music используется американской Национальной академией искусства и науки звукозаписи, которая является организатором вручения наград «Грэмми» (которые присуждаются в том числе и в этой категории).
Премия «Грэмми» за лучший традиционный вокальный поп-альбом присуждается с 1992 года. В первый год категория называлась Best Traditional Pop Performance, в 1993—2000 гг. Best Traditional Pop Vocal Performance, c 2001 г. по настоящее время Best Traditional Pop Vocal Album.